# Мартен Паж
Марте́н Паж (фр. Martin Page, 7 лютого 1975 року, Париж) — сучасний французький письменник, автор кількох романів, новел, есе, опублікованих більше, ніж у 20 країнах.

## Біографія
Народився у французькому передмісті. Навчаючись в університеті, часто змінював спеціалізацію — вивчав право, психологію, лінгвістику, мовознавство, філософію, соціологію, історію мистецтва, антропологію. Під час навчання підробляв нічним сторожем, доглядачем у коледжах та ліцеях, допомагав по господарсту. Перші сім рукописів забракували у видавництвах, і лище у 2001 році вийшов у світ роман «Як я став ідіотом». Читачі зустріли книгу прихильно, вона швидко стала бестселером.

### Романи
2001 — Comment je suis devenu stupide 

2003 — La libellule de ses huit ans 

2005 — On s'habitue aux fins du monde

2008 — Peut-être une histoire d'amour

### Есе та новели
2004 — «Un peu de tendresse», in Aime-Moi Encore

2004 — Préface de L'âme humaine d'Oscar Wilde

2007 — De la pluie, Paris, Ramsay

2007 — «Karl Kraus», in Le Rire de Résistance

2007 — «Lenny Bruce», un moraliste du rire, in Le Rire de Résistance

2009 — Collection irraisonnée de préfaces à des livres fétiches, collectif

### Книги для підлітків
2007 — Le garçon de toutes les couleurs

2007 — Juke-box (Collectif)

2009 — Conversation avec un gâteau au chocolat (illustrations de Aude Picault)

2009 — Je suis un tremblement de terre